# Labidus
Labidus es un género de hormigas guerreras perteneciente a la familia Formicidae, orden Hymenoptera. Fue descrito por Jurine en 1807.

## Especies
- Labidus auropubens (Santschi, 1920)
- Labidus coecus (Latreille, 1802)
- Labidus curvipes (Emery, 1900)
- Labidus mars (Forel, 1912)
- Labidus praedator (Smith, 1858)
- Labidus spininodis (Emery, 1890)
- Labidus truncatidens (Santschi, 1920)